# Deutsche Alpine Skimeisterschaften 2009
Die Deutschen Alpinen Skimeisterschaften 2009 fanden vom 19. bis 29. März 2009 in Garmisch, Oberjoch und im österreichischen Pitztal statt. Super G und Super-Kombination wurden in Garmisch ausgetragen, Riesenslalom und Slalom in Oberjoch. Die Abfahrt fand im Pitztal statt.

## Herren

### Abfahrt
| Platz | Name                  | Zeit        |
| ----- | --------------------- | ----------- |
| 01    | Felix Neureuther      | 1:30,42 min |
| 02    | Hannes Wagner         | 1:30,73 min |
| 03    | Tobias Stechert       | 1:31,22 min |
| 04    | Stephan Keppler       | 1:31,30 min |
| 05    | Andreas Strodl        | 1:31,39 min |
| 06    | Josef Ferstl          | 1:32,42 min |
| 07    | Peter Strodl          | 1:32,73 min |
| 08    | Marvin Ackermann      | 1:33,61 min |
| 09    | Christian Steinbacher | 1:33,85 min |
| 010   | Andreas Sander        | 1:33,97 min |

Datum: 23. März 2009

Ort: Pitztal

### Super-G
| Platz | Name                      | Zeit        |
| ----- | ------------------------- | ----------- |
| 01    | Elmar Hofer (ITA)         | 1:09,05 min |
| 02    | Hannes Wagner             | 1:09,23 min |
| 03    | Peter Strodl              | 1:09,29 min |
| 04    | Benjamin Pölzgutter (AUT) | 1:09,41 min |
| 05    | Christian Walder (AUT)    | 1:09,57 min |
| 06    | Tobias Stechert           | 1:09,68 min |
| 07    | Felix Neureuther          | 1:09,72 min |
| 08    | Florian Scheiber (AUT)    | 1:09,74 min |
| 09    | Otmar Striedinger (AUT)   | 1:09,75 min |
| 09    | Timo Brüderl              | 1:09,75 min |

Datum: 28. März 2009

Ort: Garmisch

### Riesenslalom
| Platz | Name                | Zeit        |
| ----- | ------------------- | ----------- |
| 01    | Felix Neureuther    | 2:10,58 min |
| 02    | Peter Strodl        | 2:11,81 min |
| 03    | Kryštof Krýzl (CZE) | 2:11,85 min |
| 04    | Fredrik Nordh (SWE) | 2:11,91 min |
| 05    | Fritz Dopfer        | 2:12,36 min |
| 06    | Wolfgang Hörl (AUT) | 2:12,55 min |
| 07    | Philipp Schmid      | 2:12,85 min |
| 08    | Benedikt Staubitzer | 2:13,03 min |
| 09    | Andrew Noble (GBR)  | 2:13,09 min |
| 010   | Stephan Keppler     | 2:13,34 min |

Datum: 22. März 2009

Ort: Oberjoch

### Slalom
| Platz | Name                | Zeit        |
| ----- | ------------------- | ----------- |
| 01    | Filip Trejbal (CZE) | 1:40,06 min |
| 01    | Urs Imboden (MDA)   | 1:40,06 min |
| 03    | Naoki Yuasa (JPN)   | 1:40,17 min |
| 04    | Fritz Dopfer        | 1:41,05 min |
| 05    | Stefan Kogler       | 1:41,87 min |
| 06    | Jens Byggmark (SWE) | 1:41,93 min |
| 07    | Noel Baxter (GBR)   | 1:42,21 min |
| 08    | Philipp Schmid      | 1:42,24 min |
| 09    | Anže Mravlja (SLO)  | 1:42,84 min |
| 010   | Dave Ryding (GBR)   | 1:43,33 min |

Datum: 21. März 2009

Ort: Oberjoch

### Super-Kombination
| Platz | Name                      | Zeit        |
| ----- | ------------------------- | ----------- |
| 01    | Aronne Pieruz (ITA)       | 1:35,85 min |
| 02    | Patrick Schweiger (AUT)   | 1:35,95 min |
| 03    | Christian Steinbacher     | 1:36,13 min |
| 04    | Josef Frank               | 1:36,15 min |
| 05    | Stephan Keppler           | 1:36,30 min |
| 05    | Andreas Strodl            | 1:36,30 min |
| 07    | Otmar Striedinger (AUT)   | 1:36,38 min |
| 07    | Hannes Wagner             | 1:36,38 min |
| 09    | Jonas Tippelreither (AUT) | 1:36,44 min |
| 010   | Josef Ferstl              | 1:36,48 min |

Datum: 28. März 2009

Ort: Pitztal

## Damen

### Abfahrt
| Platz | Name             | Zeit        |
| ----- | ---------------- | ----------- |
| 01    | Lena Dürr        | 1:35,29 min |
| 02    | Isabelle Stiepel | 1:36,38 min |
| 03    | Ricarda Kraus    | 1:37,02 min |
| 04    | Susanne Riesch   | 1:37,85 min |
| 05    | Michaela Wenig   | 1:38,23 min |
| 06    | Marianne Mair    | 1:38,51 min |
| 07    | Christina Geiger | 1:38,71 min |
| 08    | Simona Hösl      | 1:38,99 min |
| 09    | Nina Perner      | 1:39,19 min |
| 010   | Katja Klingeisen | 1:39,31 min |

Datum: 23. März 2009

Ort: Pitztal

### Super-G
| Platz | Name                    | Zeit        |
| ----- | ----------------------- | ----------- |
| 01    | Fanny Chmelar           | 1:10,24 min |
| 02    | Lena Dürr               | 1:11,21 min |
| 03    | Isabelle Stiepel        | 1:11,67 min |
| 04    | Susanne Riesch          | 1:11,71 min |
| 05    | Alexandra Coletti (MON) | 1:11,88 min |
| 06    | Raphaela Hartl          | 1:12,48 min |
| 06    | Veronique Hronek        | 1:12,48 min |
| 08    | Christina Geiger        | 1:12,71 min |
| 09    | Nina Perner             | 1:12,74 min |
| 010   | Katja Klingeisen        | 1:13,01 min |

Datum: 28. März 2009

Ort: Garmisch

### Riesenslalom
| Platz | Name                   | Zeit        |
| ----- | ---------------------- | ----------- |
| 01    | Kathrin Hölzl          | 2:25,33 min |
| 02    | Nina Perner            | 2:26,24 min |
| 03    | Tina Weirather (LIE)   | 2:26,67 min |
| 04    | Anna Fenninger (AUT)   | 2:27,15 min |
| 05    | Fanny Chmelar          | 2:27,35 min |
| 06    | Frida Hansdotter (SWE) | 2:27,39 min |
| 07    | Lena Dürr              | 2:27,53 min |
| 08    | Susanne Riesch         | 2:27,73 min |
| 09    | Therese Borssén (SWE)  | 2:27,81 min |
| 010   | Maria Riesch           | 2:28,56 min |

Datum: 20. März 2009

Ort: Oberjoch

### Slalom
| Platz | Name                 | Zeit        |
| ----- | -------------------- | ----------- |
| 01    | Fanny Chmelar        | 1:53,13 min |
| 02    | Christina Geiger     | 1:54,02 min |
| 03    | Katrin Triendl (AUT) | 1:54,83 min |
| 04    | Kathrin Hölzl        | 1:54,87 min |
| 05    | Mizue Hoshi (JPN)    | 1:55,48 min |
| 06    | Barbara Wirth        | 1:56,38 min |
| 07    | Lena Dürr            | 1:56,82 min |
| 08    | Michelle Morik (AUT) | 1:56,88 min |
| 09    | Mami Sekizuka (JPN)  | 1:57,54 min |
| 010   | Barbara Prantl (AUT) | 1:59,07 min |

Datum: 21. März 2009

Ort: Oberjoch

### Super-Kombination
| Platz | Name                    | Zeit        |
| ----- | ----------------------- | ----------- |
| 01    | Fanny Chmelar           | 1:38,10 min |
| 02    | Susanne Riesch          | 1:39,09 min |
| 03    | Lena Dürr               | 1:39,17 min |
| 04    | Nina Perner             | 1:40,01 min |
| 05    | Christina Geiger        | 1:40,11 min |
| 06    | Veronique Hronek        | 1:40,47 min |
| 07    | Isabelle Stiepel        | 1:40,48 min |
| 08    | Monica Hübner           | 1:41,00 min |
| 09    | Marianne Mair           | 1:41,08 min |
| 010   | Alexandra Coletti (MON) | 1:41,52 min |

Datum: 28. März 2009

Ort: Garmisch

## Anmerkung
1. 1 2 3 4 5 6 7 8 9 10 11 12 13 14 15  Ausländische Teilnehmer erhielten keine Medaillen.